# Craspedonema styriacum
Craspedonema styriacum är en rundmaskart. Craspedonema styriacum ingår i släktet Craspedonema och familjen Bunonematidae. Inga underarter finns listade i Catalogue of Life.